# Barbara McCullough
Pour les articles homonymes, voir McCullough.
Barbara McCullough, née en 1945, est une réalisatrice, directrice de production et directrice des effets visuels. 
Une partie de ses réalisations sont associées à L.A. Rebellion ou Los Angeles School of Black Filmmakers regroupant de jeunes cinéastes afro-américains indépendants. Elle est surtout connue pour Water Ritual # 1: An Urban Rite of Purification, Shopping Bag Spirits and Freeway Fetishes: Reflections on Ritual Space, Fragments et le documentaire World Saxophone Quartet réalisé en 1980. 

## Biographie

### Enfance et formation
Née à la Nouvelle-Orléans, Barbara McCullough déménage à Los Angeles à l'âge de 11 ans.  Son père est musicien. Il est vétéran de guerre  et aveugle. Elle étudie à Bishop Conaty Memorial High School et à l'Université d'État de Californie à Los Angeles. Elle fait partie de la deuxième vague des cinéastes de LA Rébellion avec Alile Sharon Larkin, Julie Dash, Jacqueline Frazier, Melvonna Ballenger, O. Funmilayo Makarah et Carroll Parrott Blue. En tant qu'étudiante de l'UCLA, Barbara McCullough participe à Project One : elle écrit, réalise et dirige un film au premier trimestre universitaire avant d'avoir eu un cours de production,. Project One est le point de départ de nombreux cinéastes de L.A. Rebellion, dont Julie Dash et Carrol Parrott Blue. Pour Project One, Barbara McCullough réalise son premier film Chephren-Khafra: deux ans de dynastie . 
Barbara  McCullough est fascinée par la danse, mais elle sent qu'elle doit regarder à l'extérieur pour trouver un moyen d'exprimer sa créativité avec les contraintes d'étudiante inscrite à l'UCLA et de mère de deux enfants. Elle est également intéressée par l'histoire, la psychologie et la littérature, en particulier le travail de Zora Neale Hurston. C'est son attrait pour la photographie qui l'attire vers le film et la vidéo expérimentaux. Elle s'inspire de sa communauté en dénonçant les stéréotypes. Elle révèle les histoires inédites reflétant la vie, la richesse, la magie afro-américaine. Barbara McCullough obtient son bachelor of arts et son Master of Arts en théâtre, production cinématographique et télévisuelle à l'UCLA. Son travail lui vaut une position de représentante influente de la Los Angeles School of Black Filmmaker. Les cinéastes de la Los Angeles School partagent le désir de communiquer leurs idées sur l'histoire et l'expérience des Noirs dans le film ou la vidéo. Ils et elles mettent également l'accent sur les conditions de vie des femmes. Le travail de  Barbara  McCullough en particulier est centré sur les thèmes de la créativité et des rituels. 
Elle dira plus tard de son passage à l'UCLA : « C'était une philosophie non écrite que vous n'étiez pas seulement un étudiant mais un cinéaste indépendant existant dans une communauté de cinéastes indépendants qui se soutenaient mutuellement du mieux qu'ils pouvaient. La plupart du temps, personne ne disposait d'un réel soutien financier et il a fallu des années à certains d'entre nous pour mener à bien nos projets. Mais l'école de cinéma était notre usine et notre usine de production. Chacun de nous était une mini-société de production de films très spéciaux. Nous avons essentiellement appris les uns des autres et avons lutté contre un système qui n'était pas particulièrement stimulant. Je ne pense pas que la faculté pensait vraiment qu'il y avait une vie pour notre travail au-delà de l'école de cinéma », et que « c'était un environnement politiquement très chargé » ,.

### Carrière

#### Carrière indépendante
Le premier film de Barbara McCullough, Chephren-Khafra: deux ans d'une dynastie, met en scène son propre fils âgé de deux ans, et tisse des images animées et des photographies dans un portrait personnel. Les thèmes du film comprend des histoires égyptiennes et africaines ainsi que les relations entre la diaspora noire et l'Afrique. Il exprime également l'afro-femme-centrisme, examine l'emplacement de la famille, bouleverse la frontière entre la maison et le travail, et met en scène une réalité et un imaginaire des femmes noires inconnue au cinéma.  
Water Ritual #1: An Urban Rite of Purification est inspiré d'une expérience avec un ami qui souffre d'une dépression nerveuse et du spiritisme africain. Il suit une femme se livrant à un rituel. Elle mélange de la terre et d'autres substances dans une calebasse, puis dans des tasses, puis dans ses mains, pour finir par souffler dessus. Ensuite la femme retourne dans une structure en ruine et urine sur le sol. Barbara McCullough a expliqué que la femme symbolisait toutes les personnes déplacées des pays en développement qui sont obligées de vivre selon les valeurs d'autres cultures. Son acte de défi dans un pays étranger affirme sa liberté sur son propre corps.  Le film a été tourné en 16 mm noir et blanc, il a été réalisé dans une zone de Watts, à Los Angeles, qui avait été rasée pour faire place à l'autoroute I-105.
Shopping Bag Spirits et Freeway Fetishes: Reflections on Ritual Space consiste en des épisodes distincts documentant les artistes de Los Angeles alors qu'ils créent des œuvres d'art improvisé. Barbara McCullough interviewe les artistes et les interroge sur leurs processus rituels et créatifs, et ses sujets incluent l'artiste Kinshasha Conwill, le poète Kamau Daa'ood, le sculpteur David Hammons, la sculptrice Senga Nengudi, le musicien Raspoeter Ojenke et la peintre et sculptrice Betye Saar. Dans une interview à propos de son film, Barbara McCullough déclare que le rituel est une action symbolique capable de libérer le sujet et lui permettre de « passer d'un espace et d'un temps à un autre ». Elle l'utilise comme moyen d'autodétermination et de représentation de soi. Comme beaucoup d'autres cinéastes de L.A. Rebellion l'expriment dans leurs œuvres; il est crucial pour une communauté de se définir selon ses propres termes. Barbara McCullough choisit de représenter les rituels et les processus créatifs de ces artistes pour leur permettre de parler d'eux-mêmes. Bien qu'elle ait laissé aux interviewés l'espace dans le film, Barbara McCullough occupe l'objectif et l'espace à l'extérieur et entoure chaque sujet. Elle utilise cet espace pour parler d'elle-même, pour se permettre de devenir un sujet. Sous cet objectif, son travail prend une nouvelle signification qui permet au spectateur de découvrir chaque couche du film. La cinéaste n'existe plus en tant que spectatrice, elle fait autant partie de l'expérience du public que des acteurs.
Son court métrage Fragments en 1980 s'inscrit dans la continuité de l'exploration du rituel de Shopping Bag Spirits. 
Son court métrage World Saxophone Quartet de 1980 raconte une courte conversation avec le World Saxophone Quartet dont les membres commentent leur travail et leur motivation. Contrairement à son travail plus formaliste, le World Saxophone Quartet est repris par PBS et présenté dans des festivals de films internationaux. 
Barbara McCullough réalise un travail important en vue d'un documentaire sur le pianiste et compositeur de jazz noir Horace Tapscott (Horace Tapscott: Musical Griot), qui est resté à Los Angeles même après avoir acquis une réputation nationale afin de pouvoir continuer à aider la communauté Watts où il a grandi. Le film met en lumière l'éducation musicale et la carrière de Tapscott dans la tradition du jazz Watts Central Avenue. Art Tatum, Earl Hines et Erroll Gardner étaient tous les mentors du jeune Tapscott dans les années 1940, lorsque Central Avenue accueille un certain nombre de clubs de jazz. Le film comprend une série d'entretiens avec Tapscott, des séquences de ses performances en tant qu'artiste solo et avec son combo, des documents d'archives sur les contributions historiques des Afro-Américains à la vie culturelle de Los Angeles, et des extraits d'une conférence sur le jazz et le blues que Tapscott a livré à un groupe de professeurs de Los Angeles. 

#### Carrière commerciale
Barbara McCullough a été coordinatrice de production pour KCET-TV à Los Angeles, directrice de production pour Pacific Data Images. Elle a travaillé pour Cine Motion Pictures, Digital Domain, et a été directrice du recrutement et de la sensibilisation académique aux studios Rhythm and Hues ,,. Après deux décennies de travail dans la production cinématographique et les effets visuels à Los Angeles, elle obtient plusieurs crédits pour réaliser des longs métrages en studio, dont The Prince of Egypt (1998), Toys (1992) et Ace Ventura: When Nature Calls (1995). Barbara McCullough est présidente du département des effets visuels au Savannah College of Art and Design .     

## Style et thèmes
Les films de Barbara McCullough impliquent généralement la diaspora africaine, le féminisme noir et l'improvisation,. Ils « vont au-delà de la résistance de la spectatrice et créent un espace critique pour « l'affirmation des femmes noires en tant que spectatrices »...« ils permettent de nouvelles possibilités transgressives pour appréhender la notion d'identité ». En décrivant son propre travail, Barbara McCullough déclare: « Stylistiquement, j'ai mon propre style. J'aime les choses décalées, inhabituelles. En même temps, j'aime que mes films reflètent la diversité de mon parcours en tant que Noire ainsi que les différentes influences qui m'affectent. Quand je fais quelque chose, j'essaie de montrer l'universalité de l'expérience des Noirs. Donc même si j'ai affaire à quelque chose de très décalé et de différent, il y a toujours une certaine ligne d'universalité qui traverse mon travail.»  
Influences
Elle a cité Maya Deren, Jonas Mekas et Senga Nengundi comme artistes qui l'ont inspirée,. 

## Filmographie
Voila la filmographie,,.

### Effets visuels
- 1987 : Bienvenue au Paradis (Made in Heaven)
- 1992 : Toys
- 1993 : Drôles de fantômes
- 1994 : Entretien avec Vampire: The Vampire Chronicles
- 1994 : Color of Night
- 1995 : Ace Ventura en Afrique
- 1996 : Le Professeur foldingue

### Réalisatrice
- 1977 : Chephren-Khafra: Two Years of a Dynasty
- 1979 : Water Ritual #1: An Urban Rite of Purification
- 1980 : World Saxophone Quartet
- 1980 : Fragments
- 1981 : Shopping Bag Spirits and Freeway Fetishes: Reflections on Ritual Space
- 2017 : Horace Tapscott : Musical Griot

### Directrice de production
- 1993 : La Cité des monstres (directeur de production)
- 1998 : Le Prince d'Égypte (responsable des opérations numériques)

## Prix et distinctions
- Horace Tapscott: Griot musical (2017)
- Nommé pour le Prix AMAA 2017 du meilleur documentaire de la diaspora [25]
- Sélection officielle du documentaire du Festival du film de La Nouvelle-Orléans, 2017 [26]
- Prix du public au Festival panafricain du film de Los Angeles, 2017 [27]
- Nomination du meilleur long métrage documentaire au BlackStar Festival, 2017 [28]